# Allianzvertrag von Greifswald

Europa im Jahr 1701

Der Allianzvertrag von Greifswald wurde von den Monarchen des Kurfürstentums Hannover, Georg I., und des Russischen Zarentums, Peter I., am 28. Oktober 1715 unterzeichnet.
Seine Kernbestimmungen richteten sich gegen Schweden. Beide Seiten einigen sich mit dem Ziel, Schweden durch kriegerische Maßnahmen zum Frieden zu zwingen und die Ruhe im Reich und in Nordeuropa wiederherzustellen. Insbesondere soll Schweden an Russland Ingermanland, Karelien, Estland und die Stadt Reval, an Hannover die Herzogtümer Bremen und Verden für immer abtreten. Es wurde ein formelles Zusammengehen der vier gegen Schweden kriegführenden Mächte (Dänemark, Preußen, Russland, Hannover) in Aussicht genommen.
Bündnisverträge

Preobraschenskoje (1699) • Dresden (1699) • Narva (1704) • Dresden (1709) • Thorn (1709) • Kopenhagen (1709) • Hannover (1710) • Lutsk (1711) • Adrianopel (1713) • Schwedt (1713) • Stettin (1715) • Berlin (1715) • Greifswald (1715)
Friedensverträge

Traventhal (1700) • Warschau (1705) • Altranstädt (1706) • Pruth (1711) • Frederiksborg (1720) • Stockholm (1719) • Stockholm (1720) • Nystad (1721)  • Stockholm (1729)
Kapitulationen

Estland und Livland (1710)

## Vertragsverhandlungen

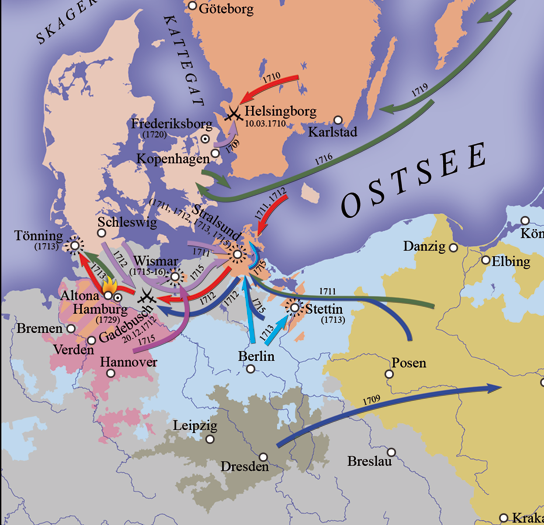
Norddeutscher Kriegsschauplatz zwischen 1711 und 1715

Ein Kriegsziel der am Großen Nordischen Krieg beteiligten deutschen Reichsstände war es, Schweden vom Boden des Heiligen Römischen Reiches zu verdrängen. Preußen zielte auf den noch schwedischen Teil Pommerns und Hannover auf die seit 1648 schwedischen Herzogtümer Bremen und Verden ab. Der Kampf (nicht nur mit Schweden, sondern auch mit dem der anti-schwedischen Allianz angehörenden Dänemark) um den Besitz dieser Herzogtümer gab letztlich auch den Ausschlag für das Engagement Hannovers im Krieg.
Bereits ab 1714 führten hannoveranische Diplomaten (unter anderen Andreas Gottlieb von Bernstorff) Gespräche mit Russland zur Unterstützung des hannoverschen Kurses, nicht nur gegenüber dem Kriegsgegner Schweden, sondern auch gegenüber den Verbündeten, vor allem Dänemark. Für Russland stand dabei der Wunsch nach Unterstützung durch die englische Flotte stets im Hintergrund. Die Verhandlungen, die zum Greifswalder Bündnis führten, wurden ab 1715 zwischen Boris Iwanowitsch Kurakin und Kriegsrat J. W. Heusch (geboren um 1652), der in Greifswald Quartier hatte, geführt. Während man sich über die Kriegsziele einig war, waren Artikel 4 und 5 des Vertrags strittig, da Russland eine möglichst weitreichende Verpflichtung Georgs I. in seiner Funktion als englischer König in den Vertrag schreiben wollte. Da England sich nicht im Krieg mit Schweden befand und ein Kriegseintritt innenpolitisch nicht durchsetzbar gewesen wäre, bestand Georg I. auf einer offenen Formulierung.
Nach der Unterzeichnung des Unterhändlerinstrumentes kam es zu einer diplomatischen Komplikation, die den Stand der Kodifizierung und Zementierung der völker- und zeremonialrechtlichen Grundsätze zu dieser Zeit erkennen lässt. Das Greifswalder Bündnis ist einer der wenigen Fälle, in denen ein Monarch die Ratifizierung eines geschlossenen und signierten Vertrages verweigerte. Georg I. berief sich dabei auf eine Verletzung des Grundsatzes der Gleichheit der Verhandlungspartner und des Zeremonialrechtes. Auf beiden Unterhändlerinstrumenten hatte nämlich der russische Verhandlungsführer Kurakin vor dem hannoverschen Heusch unterzeichnet und gesiegelt.
Neue Urkunden mussten ausgestellt werden, die von je einem Unterhändler und danach von den beiden Monarchen unterzeichnet wurden. Zudem wurden leichte Modifikationen in den umstrittenen Artikeln 4 und 5 vorgenommen. In Russland wurde der Vertrag von hochgesteckten Erwartungen begleitet, hoffte man durch das enge Bündnis auf eine Unterstützung durch die englische Flotte, obwohl der Vertragspartner dies bereits in den Verhandlungen abgelehnt hatte.

## Vertragsinhalt
Die acht Artikel sind in Russisch abgefasst. Die französische Übersetzung wurde vorgeheftet.
Es folgen chronologisch:
[Ratifikationsformel]
Traditionell gutes Verhältnis. Involvierung Hannovers in Krieg gegen Schweden. Rückerwerb der Provinzen als Ziel. Ziel des Bündnisses: Wiederherstellung des Friedens im Reich und im Norden Europas.
- Artikel 1 Union beider Vertragsparteien. Enge Absprachen.
- Artikel 2 Hannover nimmt an den Kriegsoperationen teil, um den Inhalt dieser Konvention zu erfüllen.
- Artikel 3 Russland verpflichtet sich ebenfalls auf die Grundsätze Artikel 1-2.
- Artikel 4 Grundsätze für den Frieden mit Schweden: Ingermanland, Karelien, Estland (mit Reval) geht an Russland, Bremen-Verden an Hannover. Dies soll auch für einen Frieden mit Schweden gelten.
- Artikel 5 Hannover unterstützt die Interessen Russlands.
- Artikel 6 Mögliche und bestehende Bündnisse (Preußen, Dänemark). Ausschluss eines Separatfriedens.
- Artikel 7 Verhandlungen mit Preußen und Dänemark als Kriegsverbündete.
- Artikel 8 Ratifikationsaustausch erfolgt in London.

[Ratifikationsformel]
Die originale Ausfertigung mit Unterschrift und Papieroblatensiegel des Ausstellers sind Leidlich erhalten.